# Forsvar af Sevastopol
Forsvar af Sevastopol (russisk: Оборона Севастополя) er en russisk film fra 1911 af Vasilij Gontjarov og Aleksandr Khansjonkov. Det er den første russiske spillefilm og en af de centrale film i den russiske filmhistorie. Det er den første film nogensinde, der er optaget med to kameraer.
Filmen havde premiere ved en forevisning i 1911 på zar Nikolaj 2.'s sommerpalads Livadia ved Jalta på Krim.

## Handling
Filmen beskriver Belejringen af Sevastopol under Krimkrigen i 1854-1855.

## Medvirkende
- A. Bibikov – Eduard Totleben
- Pavel Birjukov
- B. Borisov
- Aleksandra Gontjarova
- Borus Gorin-Gorjainov